# Zdenka Heřmanová
Zdenka Heřmanová-Novotná (8. prosince 1930 Rakovník - 16. března 2024 Strakonice) byla česká sinoložka, překladatelka a propagátorka čínské literatury. Laureátka Ceny ČSAV (1991) za práci na Česko-čínském slovníku.

## Životopis
Zdenka Heřmanová-Novotná se narodila v Rakovníku. Během gymnaziálních studií strávila rok (1946–1947) v Anglii studiem angličtiny. V roce 1950 odmaturovala na rakovnickém Wintrově reálném gymnáziu. V letech 1950–1953 studovala na Filozofické fakultě Univerzity Karlovy v Praze čínštinu a dějiny Dálného východu u prof. Jaroslava Průška. V letech 1953–1958 pokračovala ve studiu čínštiny a čínské literatury na Pekingské univerzitě. Po skončení studia pracovala v letech 1958–1988 a 1990–1992 jako vědecká pracovnice v Orientálním ústavu Československé akademie věd. Roku 1966 získala hodnost kandidáta filologických věd a roku 1967 titul doktorky filosofie (PhDr.) na Univerzitě Karlově.
V letech 1967–1984 byla členkou Názvoslovné komise Českého úřadu geodetického a kartografického, v letech 1990–1999 členkou redakční rady Archivu orientálního a v letech 1992–2001 členkou výboru Česko-čínské společnosti a redakční rady jejího časopisu Fénix. Roku 1969 získala Čestné uznání ČSAV za lexikologické studie, v roce 1991 Cenu ČSAV za Česko-čínský slovník.

## Dílo
Vědecky se zabývá problémy struktury a vývoje čínského znakového písma a jeho reformou, morfologií a lexikologií moderní a středověké čínštiny. V rámci této činnosti spolupracovala i na mezinárodních lexikografických projektech (s vědci z NDR a z Číny). Časopisecky publikovala celou řadu odborných studií a vydala několik knih. Jejím hlavním úkolem v Orientálním ústavu byla práce na sestavení a redakci devítidílného Česko-čínského slovníku (Academia Praha, 1974–1984). Kromě vědecké práce se zabývá překládáním čínské literatury do češtiny. Jejím nejznámějším překladatelským dílem je kniha Opičí král (Vyprávění o putování na západ), výbor z klasického románu Putování na západ (Si-jou-ťi) spisovatele Wu Čcheng-ena, s nímž jako vůbec první seznámila českou kulturní obec. Čeština se tak po angličtině, francouzštině a ruštině stala teprve čtvrtým evropským jazykem, do nějž byl román přeložen. Pro první vydání (1961) byl použit výbor čínského editora Žuo-ku (Ruo Gu), pozdější vydání (1997) bylo rozšířeno ještě o jeden příběh. Úspěšná kniha byla později vydána i v anglickém (1964 a 1992), německém (1964 a 1992) a francouzském (1992) znění, vytvořených na základě českého překladu. Pro Československou televizi Brno přeložila scénář k čínskému seriálu Opičí král (Si-jou-ťi, 1986), který byl v Československu poprvé vysílán roku 1991 a reprízován roku 1993. Napsala také dvě populární knížky o čínské kuchyni (1987, 1991).

### Knižní publikace
- Affix-like Word-Formation Patterns in Modern Chinese. Dissertationes orientales 21; Academia Praha, 1969.
- Česko-čínský slovník, 1. – 9. díl; Academia Praha, 1974 – 1984; (s Danuškou Heroldovou, Li Taj-ťün Hejzlarovou aj.).
- 123 čínskych receptov v slovenskej kuchyni; Osveta Martin, 1987 (v češtině roku 1990 tamtéž; ISBN 80-217-0225-7).
- Soubor čínských termínů z ekonomiky a politiky; Orientální ústav ČSAV Praha, 1988.
- Čínské jídlo na českém stole; Svět v obrazech Praha, 1991; ISBN 80-85379-02-3.
- Dějiny Taiwanu, Nakladatelství Lidové noviny Praha, 2004; ISBN 80-7106-708-3; (s Ivanou Bakešovou a Rudolfem Fürstem).

### Odborné články v časopisech a sbornících

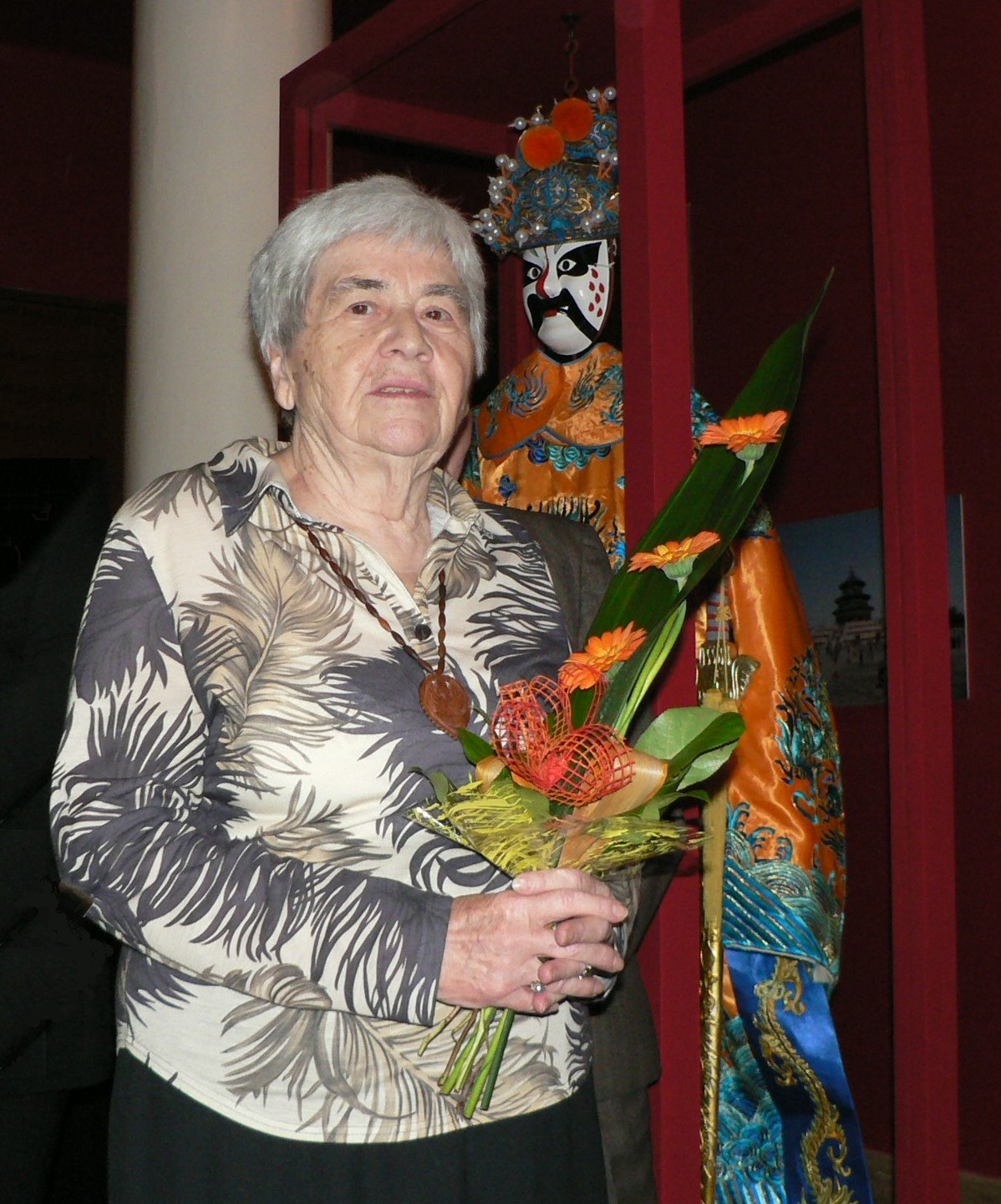
Zdenka Heřmanová na vernisáži výstavy Opičí král a EXPO 2010 v Holicích (25. listopadu 2010)

- Some Problems of a Czech-Chinese Dictionary; Archiv orientální Praha, číslo 2 ročníku 30/1962; (s Ladislavem Zgustou, Pavlem Kratochvílem a Danuškou Heroldovou – Šťovíčkovou).
- Some Remarks on the Analysis of Compound Types of Chinese Characters; Archiv orientální Praha, číslo 4 ročníku 30/1962.
- On the Semantic and Grammatical Functions of the Word hsiang; Archiv orientální Praha, číslo 1 ročníku 32/1964, str. 44 – 76.
- Linguistic Factors of the Low Adaptability of Loan-words to the Lexical System of Modern Chinese; Monumenta Serica Sankt Augustin / Německo, číslo 2/1967.
- Contributions to the Study of Loan-words and Hybrid Words in Modern Chinese; Archiv orientální Praha, číslo 4 ročníku 35/1967, číslo 2 ročníku 36/1968 a číslo 1 ročníku 37/1969.
- O nejstarším užívaném písmu světa; Nový Orient Praha, číslo 6 ročníku 24/1969.
- Coinage and Structure of Economic Terms in Modern Chinese; in: Asian and African Languages in Social Context; Dissertationes orientales Praha, číslo 34, rok 1971, str. 45 – 77.
- An Attempt at Linguistic Analysis of the Text of Ta T'ang San-tsang ch'ü ching shih-hua; Archiv orientální Praha, číslo 2 ročníku 39/1971.
- Terracini, Benvenuto: Lingua libera e liberta linguistica, Torino 1963; Archiv orientální Praha, číslo 4 ročníku 39/1971.
- Jak se tvoří odborné názvy v moderní čínštině; Nový Orient Praha, číslo 9 ročníku 28/1973.
- Dudbridge, Glen: The Hsi-yu Chi. A Study of Antecedents to the Sixteenth Century Chinese Novel, Cambridge 1970; Archiv orientální Praha, číslo 4 ročníku 41/1973.
- Schrift und Schriftreform; in: Chinahandbuch; Düsseldorf, 1974, str. 1181 – 1188.
- Allëton, Viviane: Grammaire du chinois, Paris 1973. Rygaloff, Alexis: Grammaire élementaire du chinois, Paris 1973; Archiv orientální Praha, číslo 1 ročníku 43/1975, str. 84 – 86.
- Chao, Yuen Ren: A Grammar of Spoken Chinese, Berkeley – Los Angeles 1968; Orientalistische Literaturzeitung, 4/1975, str. 404 – 410.
- Morphemic Reproductions of Foreign Lexical Models in Modern Chinese; Archiv orientální Praha, ročník 43/1975, str. 146 – 171.
- Problematika přejatých slov a termínů v moderní čínštině; Jazykovědné aktuality Praha, číslo 2/1975.
- Danuška Heroldová-Šťovíčková – Obituary; Archiv orientální Praha, ročník 45/1977, str. 157 – 159.
- Danuška Heroldová, CSc. – Bibliografie 1951 – 1976; Bibliografie 2, Orientální ústav ČSAV Praha, 1977, str. 11 – 22 (životopis).
- Harbsmeier, Christoph: Wilhelm von Humboldts Brief an Abel-Rénusat un die philosophische Grammatik des Altchinesischen, Stuttgart – Bad Cannstatt 1979; Archiv orientální Praha, ročník 49/1981, str. 72 – 73.
- Jazyková politika; in: Čínska kultúra a maoizmus (Anna Doležalová a kolektiv), Veda Bratislava, 1982.
- Renesance folklórní slovesnosti v Číně; Nový Orient Praha, čísla 4 – 5 ročníku 41/1986.
- Současná čínská memoárová literatura; Světová literatura Praha, číslo 1/1987.
- Současnost čínské prózy; Kmen Praha, číslo 8/1988.
- Salman Rushdie, Wang Meng a Omar Chajjám; Světová literatura Praha, číslo 6/1989.
- Can a Generative Dictionary Be Used as a Diagnostic One?; Archiv orientální Praha, ročník 62/1994, str. 154 – 159.
- Best Wishes to Professor Ladislav Zgusta; Archiv orientální Praha, číslo 2 ročníku 62/1994.
- Letmý pohled na literaturu na Tchaj-wanu; Nový Orient Praha, číslo 4 ročníku 50/1995.
- Čaj a kaligrafie, in: O kultuře čaje v Číně. Čajová zastavení; Česko – čínská společnost Praha, 1998.
- Na okraj vydání prvního Stručného čínsko-českého a česko-čínského slovníku; Slovo a slovesnost Praha, číslo 2 ročníku LX/1999.
- Pinyin v různých oblastech komunikace u nás, in: Transkripce čínštiny (editor Hana Třísková); Česko-čínská společnost Praha, 1999.
- Moderní tchajwanská poezie a její společenské pozadí; Nový Orient Praha, čísla 6 a 7 ročníku 54/1999.
- From One (Chinese) into Many (European) Languages; Archiv orientální Praha, číslo 1 ročníku 69/2001.
- Setkávání s Opičími králi; Fénix Praha, číslo 3 – 4 ročníku 2/2001.
- Čínští spisovatelé a exil; Nový Orient Praha, číslo 9 ročníku 58/2003.
- Trojí přibližování k originálům čínských básní; Literární noviny Praha, číslo 28/2004.
- Dva výbory čínských povídek – 7× čínská avantgarda a Chuť jablek; Fénix Praha, číslo 1 ročníku 8/2007.
- Za Ladislavem Zgustou (20. 3. 1924 – 27. 4. 2007); Acta onomastica Praha, ročník XLVIII/2007.
- Deset významných žen tchajwanské literatury; Orientalia I, Univerzita Palackého Olomouc, 2007.
- Mistr Kong (a jeho žáci) řekli...; Nový Orient Praha, číslo 2 ročníku 65/2010.
- Ladislav Zgusta, in: Sto českých vědců v exilu (editoři Soňa Štrbáňová, Antonín Kostlán); Academia Praha, 2011, str. 563 – 566.
- Čínská osobní jména v českém kontextu; Nový Orient Praha, číslo 2 ročníku 68/2013, str. 36 – 45.

### Překlady vydané knižně
- Skříňka s poklady – Milostné povídky staré Číny, Mladá fronta Praha, 1961.
- Wu Čcheng-en: Opičí král – Vyprávění o putování na západ (Si-jou-ťi); Státní nakladatelství dětské knihy Praha, 1961. Druhé vydání: Svatá Mahatma Brno, 1994; ISBN 80-900199-8-6. Třetí vydání: Albatros Praha, 1997; ISBN 80-00-00567-0.
- Liao Ťing-wen: Život psaný štětcem (Sü Pej-chung i-šeng – wo-ti chuej-i); Práce Praha, 1989; ISBN 80-208-0576-1.
- Beinfield, Harriet – Korngold, Efrem: Průvodce čínskou medicínou (A Guide to Chinese Medicine); Nezávislý novinář Praha, 1996; ISBN 80-901539-7-6; (s Miroslavou Camutaliovou).
- Volání jeřábů – antologie čínské poezie 2. a 3. století; Nezávislý novinář Kladno, 1996; ISBN 80-901539-9-2.
- Hitt, Jack (spoluautor a editor): Umění vraždy (Perfect murder); Olympia Praha, 2000; ISBN 80-7033-647-1; (se Sávou Heřmanem).
- Ranní jasmín – moderní tchajwanské povídky (překlad titulní povídky a medailonky autorů); DharmaGaia Praha, edice Kontinenty, 2001; ISBN 80-85905-79-5.
- Klenoty čínské literatury (překlad Básně o hoři a zoufalství Cai Yana, básníci z dynastie Wei a Jin, dvě kapitoly z Putování na západ Wu Čcheng-ena); Portál Praha, 2006; ISBN 80-7367-153-0.
- Feng Ťi-cchaj: Zázračný cop (Šen-pien); DharmaGaia Praha, 2010; ISBN 978-80-7436-012-1.

### Překlady vydané elektronicky
- Wu Čcheng-en: Opičí král; Apostrof Praha, 2011; ISBN 978-80-904887-0-0 (epub), 978-80-904887-1-7 (pdf), 978-80-904887-2-4 (mobi).

### Druhotné překlady čerpající z překladů Zdenky Heřmanové
- Wu Čcheng-en: The Monkey King: A New Translation of the Classic Chinese Legend (Xiyouji); anglický překlad George Theiner; Paul Hamlyn Londýn / Artia Praha, 1964.
- Wu Čcheng-en: Der Affenkönig: Ein chinesisches Märchen (Xiyouji); německý překlad Eva Švorčíková; Artia Praha, 1964.
- Wu Čcheng-en: Das klassische chinesische Märchen. Der Affenkönig (Xiyouji); německý překlad Eva Švorčíková; Lentz (F. A. Herbig) Mnichov / Aventinum Praha, 1992; ISBN 3-88010-223-6.
- Wu Čcheng-en: The Legend of the Monkey King (Xiyouji); anglický překlad George Theiner; Treasure Press Londýn / Aventinum Praha, 1992; ISBN 1-85051-662-6.
- Wu Čcheng-en: Le Roi des singes (Xiyouji); francouzský překlad Régis Delage; Librairie Gründ Paříž / Aventinum Praha, 1992; ISBN 2-7000-1233-X.

### Překlady vydané časopisecky
- Proč jel předseda Mao do Čchung-čchingu; Nový Orient Praha, číslo 10 ročníku 8/1953.
- Jak Čuang-c' poznal Cestu; Nový Orient Praha, čísla 3 – 4 ročníku 14/1959.
- Kterak ctihodný otec Tripitaka zachránil mládence; Nový Orient Praha, čísla 4 – 5 ročníku 26/1971.
- Kao Siao-šeng: Stříbrňáky v řece; Nový Orient Praha, číslo 4 ročníku 40/1985.
- Wu Pching: Mlžná noc; Nový Orient Praha, číslo 9 ročníku 40/1985.
- Taši Dawa: Romance po tibetsku; Nový Orient Praha, číslo 8 ročníku 41/1986.
- Wang Meng: Akustitida; Nový Orient Praha, číslo 5 ročníku 42/1987.
- Wang Meng: Návrat do města T.; Světová literatura Praha, číslo 5/1989.
- Aisin Gioro Pchu-i: Od syna nebes k člověku; 100+1 zahraniční zajímavost Praha, čísla 24 a 25/1989; (se Sávou Heřmanem).
- Čang Sien-liang: Polovina muže je žena; Světová literatura Praha, číslo 4/1991.
- Tung Nien: První dotek; Nový Orient Praha, číslo 7 ročníku 50/1995.
- Zázračný cop. Renesance čínské tradiční dobrodružné literatury; Nový Orient Praha, číslo 5 ročníku 51/1996.
- Mo Jen: Vichřice; Nový Orient Praha, zvláštní číslo 1 ročníku 52/1997.
- Liou Čchun-čcheng: Panenku chová holčička; Nový Orient Praha, číslo 7 ročníku 53/1998.
- Tři čínské minipovídky (Kuan Žu-sung: Živá reklama, Nie Chuan-kuej: Pouštní vlk, Jang Čchung-te: Když manželka není jednou doma); Nový Orient Praha, číslo 1 ročníku 58/2003.